# Dispositiu semiconductor

Una estructura de transistor de juntura bipolar

Un dispositiu semiconductor és un component electrònic que empra les propietats electròniques dels materials semiconductors, principalment del silici, el germani i l'arsenur de gal·li, així com dels  semiconductors orgànics. Els dispositius semiconductors han reemplaçat als dispositius termoiònics ( tubs de buit) en la majoria de les aplicacions. Usen conducció electrònica en estat sòlid, com diferent de l'estat gasós o de l'emissió termoiònica en un gran buit.

## Fabricació
Els dispositius semiconductors es fabriquen tant com a dispositius individuals discrets, com  circuits integrats (CI), que consisteixen en un nombre -des uns pocs (tan pocs com dos) a milers de milions- de dispositius fabricats i interconnectats en un únic substrat semiconductor, també anomenat oblia.
Els materials semiconductors són tan útils a causa que el seu comportament pot ser fàcilment manipulat per l'addició d'impureses, conegudes com a dopatge. La conductivitat d'un semiconductor pot ser controlada per la introducció d'un camp elèctric o magnètic, per l'exposició a la llum o la calor, o per deformació mecànica d'una reixeta  monocristal·lina dopada; per la qual cosa, els semiconductors poden ser excel·lents sensors. La conducció de corrent en un semiconductor es produeix a través d'electrons i forats mòbils o "lliures", coneguts conjuntament com a  portadors de càrrega. El dopatge d'un semiconductor com el silici amb una petita quantitat d'àtoms d'impureses, com ara el fòsfor o bor, augmenta en gran manera el nombre d'electrons o forats lliures dins del semiconductor. Quan un semiconductor dopat conté buits en excés que es diu " tipus p" i quan conté un excés d'electrons lliures es coneix com de "tipus n", on p (positiu per  forats) on (negatiu per a electrons) és el signe dels portadors de càrrega mòbils majoritaris. El material semiconductor que s'utilitza en dispositius es dopa en condicions molt controlades en una instal·lació de fabricació, o fab, per controlar amb precisió la ubicació i la concentració de dopants tipus-p i tipus-n. La unió que es forma entre els semiconductors de tipus-n i tipus-p s'anomenen  juntures p-n.

## Detector de bigotis de gat

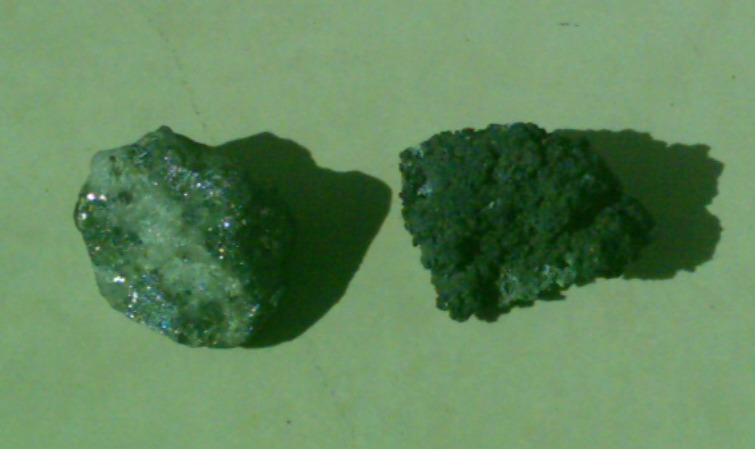
Cristalls de galena natural (esquerra) i artificial (dreta) emprats en ràdios primitives.

Un prim filferro (que podia estar subjecte a un braç metàl·lic) estava connectat a la resta del circuit mentre que un dels seus extrems feia contacte en un mineral semiconductor el qual també estava connectat d'alguna forma a una altra part del circuit.  G.W. Pickard va desenvolupar el primer detector de "bigotis de gat" (el qual va patentar el 1906) amb un cristall de silici basant-se en el descobriment del semiconductor fet el 1874 per Ferdinand Braun, un físic alemany de la Universitat de Würzburg.

## Díode
Un díode semiconductor és un dispositiu format normalment d'una sola unió p-n. A la unió d'un semiconductor de tipus p i un de n, hi ha una zona de depleció on la conducció actual és inhibida per la falta de portadors de càrrega mòbil. Quan el dispositiu està  esbiaixat cap endavant  (connectat amb la cara p a més potencial elèctric que el costat n), aquesta regió esgotada disminueix, permetent una conducció important, mentre que només es pot fer un corrent molt petit. s'obté quan el díode és  esbiaixat inversament  i així la regió d'esgotament s'amplia.
El fet d'exposar un semiconductor a la llum pot generar parells electró-forat, cosa que augmenta el nombre de portadors lliures i, per tant, la conductivitat. Els díodes optimitzats per aprofitar aquest fenomen es coneixen com a  fotodiodes .
Els diodes semiconductors compostos també es poden utilitzar per generar llum, com en el cas del díode emissor de llum i del díode làser.

## Transistor

### Transistor de contacte

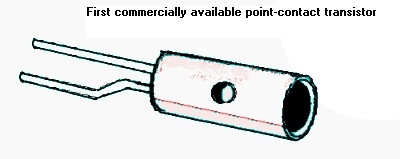
Un dibuix del primer transistor de contacte disponible comercialment

El transistor de contacte va ser el primer tipus de transistor que es va poder demostrar amb èxit. Va ser desenvolupat pels científics de recerca John Bardeen i Walter Brattain als laboratoris Bell el desembre de 1947. Van treballar en un grup dirigit pel físic William Shockley. El grup havia estat treballant conjuntament en experiments i teories d'efectes de camp elèctric en materials d'estat sòlid, amb l'objectiu de substituir els tubs de buit per un dispositiu més petit que consumís menys energia.

### Transistor d'unió bipolar (BJT)
Els transistors bipolars (BJTs) es formen a partir de dues unions p-n, en configuració n–p–n o p–n–p. La regió central o  base  entre les juntes és normalment molt estreta. Les altres regions, i els seus terminals associats, es coneixen amb el nom de  emissor  i  col·lector . Un petit corrent injectat a través de la unió entre la base i l'emissor canvia les propietats de la unió base-col·lector de manera que pot conduir el corrent tot i que estigui esbiaixat inversament. Això crea un corrent molt més gran entre el col·lector i l'emissor, controlat pel corrent emissor base.

### Transistor d'efecte de camp (FET)

Funcionament d'un MOSFET i la seva corba Id-Vg. Al principi, quan no s'aplica cap tensió de la porta. Al canal no hi ha cap electró d'inversió; el dispositiu està desactivat. A mesura que augmenta el voltatge de la porta, la densitat d'electrons d'inversió al canal augmenta, augmenta el corrent, el dispositiu s'encén.

Un altre tipus de transistor, el transistor d'efecte de camp (FET), es basa en el principi de que la conductivitat dels semiconductors es pot augmentar o disminuir mitjançant la presència d'un camp elèctric. Un camp elèctric pot augmentar el nombre d'electrons i forats lliures en un semiconductor, canviant així la seva conductivitat. El camp es pot aplicar per una unió p-n esbiaixada enrere, formant un transistor amb efecte de camp  (JFET) o per un elèctrode aïllat del material a granel per una capa d'òxid, formant un ' transistor d'efecte de camp de semiconductor a "metall-òxid" (MOSFET).

### Metall-òxid-semiconductor FET (MOSFET)
El  metal-oxide-semiconductor FET (MOSFET, o transistor MOS), un dispositiu d'estat sòlid, és de lluny el dispositiu de semiconductor mes àmpliament utilitzat actualment. Apareix almenys el 99,9% de tots els transistors i hi ha una quantitat estimada de 13*1021 (sextil·lions) de MOSFET fabricats entre 1960 i 2018.